# 千種秀夫
千種 秀夫（ちくさ ひでお、1932年2月21日 - 2022年12月17日）は日本の裁判官。最高裁判所判事。日本法律家協会会長（第7代：2007年-2015年）。弁護士登録をしている。兵庫県出身。

## 人物
横浜地裁が振り出しだが、判検交流で11年間は法務省に勤務する。法務省民事局長時代には妻の遺産相続を3分の1から2分の1にする法改正に関与した。裁判と行政の違いについて「裁判は目の前の紛争解決。立法はあらゆることを想定し、広く深く考える。この経験が勉強になった」という。
最高裁事務総長から最高裁判事に任命される。裁判官枠の最高裁裁判官は高裁長官を経て任命されるケースが多く、最高裁事務総長からのストレートの任命は異例である。
2022年12月17日死去。90歳没。

## 経歴
- 1953年 東京大学法学部卒業
- 1955年 判事補任官
- 1967年 最高裁判所調査官
- 1972年 大阪地方裁判所判事
- 1974年 東京法務局訟務部長
- 1975年 法務省民事局第一課長
- 1977年 法務省大臣官房秘書課長
- 1980年 法務省大臣官房司法法制調査部長
- 1983年 東京地方裁判所判事
- 1986年 法務省民事局長
- 1987年 静岡地方裁判所長
- 1989年 東京高等裁判所判事
- 1992年 最高裁判所事務総長
- 1993年 最高裁判所判事
- 2002年 定年退官
- 2004年 旭日大綬章受章[4]

## 担当訴訟
- ロッキード事件全日空ルート裁判の上告審の大法廷判決に関与[1]。

## 著作
- 『判例にみる使用者の責任』千種秀夫、高井伸夫 （新日本法規出版）ISBN 978-4788206533
- 『労使の視点で読む 最高裁重要労働判例 』高井伸夫・宮里邦雄・千種秀夫（経営書院出版）